# مارينيو (لاعب كرة قدم مواليد 1976)
مارينيو (بالبرتغالية: Mário Custódio Nazaré‏) هو لاعب كرة قدم برازيلي في مركز الدفاع، ولد في 1 أبريل 1976 في سانتوس في البرازيل. لعب مع أتلتيكو باراناينسي وبورتوغيزا سانتيستا وغريميو بورتو أليغرينزي ونادي بشكتاش ونادي بونتي بريتا ونادي غواراني ونادي كورينثيانز.

## وصلات خارجية
- مارينيو (لاعب كرة قدم مواليد 1976) على موقع اتحاد تركيا (لاعب) (الإنجليزية)
- مارينيو (لاعب كرة قدم مواليد 1976) على موقع قاعدة بيانات كرة القدم.إي يو (الإنجليزية)